# 第3潜水戦隊 (アメリカ海軍)
第3潜水戦隊（英称：Submarine Squadron 3）は、太平洋艦隊潜水艦部隊隷下だった潜水艦部隊の一つ。ハワイ州パールハーバー海軍基地に配備されていた。2012年2月2日に解隊し、第1潜水戦隊に統合された。

## 概要
第3潜水戦隊は、1930年11月25日にパナマ運河地帯のココ・ソロ海軍潜水艦基地で編成され、10隻の潜水艦が配備された。この中には、1918年就役のR級潜水艦R-1 (USS R-1, SS-78)も含まれていた。第3潜水戦隊は大西洋艦隊隷下部隊として、パナマ運河両岸沿岸部の哨戒活動を行っていたが、第二次世界大戦勃発後は太平洋側沿岸部に潜水艦の大半を移動させた。
第二次世界大戦が進むにつれ、第3潜水戦隊の潜水艦の大半が前線により近い地域へ移され、1943年8月には4隻が残されるのみとなった。1945年5月には配備されている潜水艦がゼロとなり、駆逐艦3隻と潜水艦救難艦マラード (USS Mallard ASR-4)が残されていた。
1945年7月1日に第3潜水戦隊は非活性化され、同年10月1日にグアムで再編成された。1946年2月にはカリフォルニア州サンディエゴ海軍基地へ移駐した。第3潜水戦隊は1995年3月31日まで再び非活性化された。1997年6月16日にハワイ州パールハーバー海軍基地で再編成され、SSN-717 オリンピア (USS Olympia, SSN-717)、SSN-718 ホノルル (USS Honolulu, SSN-718)、SSN-721 シカゴ (USS Chicago, SSN-721)、SSN-722 キーウェスト (USS Key West, SSN-722)、SSN-724 ルイビル (USS Louisville, SSN-724)、SSN-771 コロンビア (USS Columbia, SSN-771)の6隻が配備された。
2003年にはイラク戦争支援のために5隻が展開し、このうち、SSN-722 キーウェスト、SSN-724 ルイビル、SSN-771 コロンビアの3隻がイラク国内の目標に対してトマホーク巡航ミサイルによる攻撃を行った。
2012年2月2日、パールハーバー・ヒッカム統合基地で第3潜水戦隊の解隊と第1潜水戦隊への統合が発表された。第3潜水戦隊所属艦は、第1潜水戦隊、第7潜水戦隊、第15潜水戦隊に編成替えされた。

## 解隊時の所属艦
- SSN-699 ジャクソンビル (USS Jacksonville, SSN-699) ※第1潜水戦隊に編成替え
- SSN-717 オリンピア (USS Olympia, SSN-717) ※第7潜水戦隊に編成替え
- SSN-721 シカゴ (USS Chicago, SSN-721) ※第15潜水戦隊に編成替え
- SSN-722 キーウェスト (USS Key West, SSN-722) ※第1潜水戦隊に編成替え
- SSN-724 ルイビル (USS Louisville, SSN-724) ※第7潜水戦隊に編成替え
- SSN-777 ノースカロライナ (USS North Carolina, SSN-777) ※第1潜水戦隊に編成替え